# 布莱尼
布莱尼（法語：Blegny，法語發音：[bleɲi]）是比利时瓦隆大区列日省列日區的一个市镇，通行法语，是比利时法语社群的一部分，面积26.07平方千米，人口13,212人（2017年1月1日）。